# 李强 (皮划艇运动员)
李强（1989年1月4日—），辽宁抚顺人，中国皮划艇运动员。

## 生平
在2012年伦敦奥运会上，李强与黄茂兴组合进入男子划艇1000米决赛，名列第八。

## 主要荣誉
- 2007年亚洲皮划艇锦标赛单人划艇1000米冠军
- 2010年广州亚运会男子200米单人划艇冠军